# Фазообертач
Фазооберта́ч — загальна назва електричних пристроїв, призначених для зміни фази електромагнітних коливань на виході пристрою щодо фази коливань на його вході.
Конструкція фазообертача залежить від діапазону частот, для якого він призначений, меж зміни фази і точності її установки. На НЧ і в діапазоні радіочастот (до дек. МГц) як фазообертач зазвичай застосовують чотириполюсники, що складаються з резисторів, котушок індуктивності і конденсаторів. Простий фазообертач - Фазозсувна ланка. Такий фазообертач зазвичай використовують для створення фіксованого фазового зсуву в межах від 0 до 90. У фазозсувних ланках з зосередженими параметрами зрушення фаз обумовлено дією реактивних елементів, з розподіленими параметрами - кінцевим часом поширення елект. сигналу від входу ланки до її виходу. Більш досконалі фазообертачі, зібрані за схемою з трьох резисторів і одного конденсатора, які забезпечують регульований зсув фаз в межах від 0 до 180. Застосовуються також транзисторні (або лампові) мостові фазообертачі, до складу яких входить пристрій, що перетворює вхідну напругу в дві напруги, зсунуті по фазі на 180.
У діапазоні дециметрових і більш коротких хвиль застосовують НВЧ фазообертачі, зібрані з відрізків НВЧ ліній передачі, в яких фазовий зсув здійснюють за допомогою зміни елект. довжини лінії. НВЧ Ф. поділяються на регульовані і нерегульовані. До регульованих НВЧ Ф. відносяться:
- розсувна секція коаксіальної лінії, регульована за допомогою зміни I;

- хвилеводні діелектричні НВЧ Ф. - відрізок хвилеводу, що містить переміщувану пластину з діелектрика; управління фазовим зсувом в такому Ф. засноване на зміні фазової швидкості хвилі і Х при зміні положення пластини в хвилеводі;

- стисна секція - відрізок прямокутного хвилеводу, вузькі стінки якого забезпечені пружними підвісками, що дозволяють змінювати ширину хвилеводу (і тим самим Х);

- мостовий НВЧ Ф. - багатоплечевий пристрій (коаксіальний або хвилеводний), забезпечений двома узгоджено змінюваними по довжині короткозамкненими відрізками лінії передачі (шлейфами), включеними в осн. лінію, за якою здійснюється передача енергії НВЧ від генератора до навантаження, послідовно з навантаженням або паралельно йому;

- Ф. з НП елементами (такими, як напівпровідникові діоди з р-п-структурою, варикапи), феритовими пристроями, сегнетоелектриками, плазмові. Перспективні НВЧ Ф. на р-п-діодах,

використовуваних як комутаційні елементи. Діоди дозволяють змінювати фазовий зсув східчасто за допомогою або прямої зміни, або підключенням до лінії (через діоди) набору шлейфів. Поширені також феритові Ф., робота яких заснована на використанні ефекту Фарадея на НВЧ та явища феромагнітного резонансу в намагніченому фериті. 
Ферритові Ф. поділяються на взаємні, що забезпечують однаковий фазовий зсув для обох напрямків поширення хвилі, і невзаємні, в яких зсув фаз для хвиль, що поширюються в протилежних напрямках, неоднаковий.
Нерегульований Ф. реалізують у вигляді каліброваного по фазі відрізка лінії передачі, фазовий зсув в якому досягається підбором значення його довжини, розмірів поперечного перерізу (при використанні хвилеводу) або ефективної діелектричн. проникності. Ф. застосовується в пристроях радіотехніки, автоматики, обчисл., вимірюв. техніки, НВЧ техніки для зміни форми вхідного сигналу, компенсації фазових спотворень, фазової модуляції, вирівнювання електричних довжин ліній передачі, створення заданих фазових зсувів сигналів у когерентних радіосистемах (наприклад, в фазованих антенних решітках) та ін.